# Бритвино (Татарстан)
Бритвино (тат. Бритвин) — село на правобережной, Нагорной стороне Зеленодольского района Республики Татарстан. Входит в городское поселение посёлок городского типа Нижние Вязовые.

## Расположение
Расположено на левом берегу Свияги у впадения в неё реки Бувы.

## История
Основано во 2-й пол. XVI века. Первоначально население относилось к категории монастырских крестьян, в 1764 году ставших экономическими, потом государственными. Согласно «Спискам населённых мест Российской империи» по состоянию на 1859 год в казённой деревне Бритвиной: 75 дворов крестьян, население — 203 душ мужского пола и 236 женского, всего — 439 человек. Возле села, в ракитном болоте, велась промышленная добыча торфа.

## Население
| 1782 | 1859 | 1897 | 1908 | 1920 | 1926 | 1938 | 1949 | 1958 |
| ---- | ---- | ---- | ---- | ---- | ---- | ---- | ---- | ---- |
| 203  | ↗439 | ↗721 | ↗799 | ↗914 | ↗967 | ↗969 | ↘668 | ↘365 |
| 1970 | 1979 | 1989 | 2002 | 2010 | 2018 |      |      |      |
| ↘257 | ↘167 | ↘68  | ↘63  | ↘26  | ↗31  |      |      |      |